# Para vestir santos
Para vestir santos ist eine argentinische Telenovela, die zwischen dem 21. April und dem 22. Dezember 2010 im Fernsehkanal El Trece ausgestrahlt wurde. Im Mittelpunkt stehen drei noch unverheiratete Schwestern, auf die auch im Titel der Serie angespielt wird: Die Redewendung „para vestir santos“ meint „Frauen im reiferen Alter, die noch keinen Mann ‚abbekommen‘ haben“.

## Handlung
Die Serie beginnt mit dem Tod der Mutter Gloria San Juan (Betiana Blum, * 1939), über den die drei Schwestern nicht gänzlich unglücklich sind. Die 36 Folgen der Telenovela zeigen, wie sie ihr Leben neu organisieren.
Die älteste Schwester, Susi (Gabriela Toscano, * 1965), hängt immer noch ihrer bisher einzigen Beziehung nach, die aber nun schon 15 Jahre zurückliegt. Über ihren damaligen Freund Carlos (Luis Machín, * 1968) ist sie nie hinausgekommen. Der ist aber seit langem verheiratet, die Geburt seines ersten Kindes steht unmittelbar bevor. Dann trifft Susi auf Sergio, mit dem sich eine Beziehung und sogar die Ehe anbahnt, aber Susi nimmt von Sergio abrupt wieder Abstand, als Carlos unmittelbar vor der Geburt seines Kindes seine Frau Jimena verlässt, um mit Susi zusammen zu sein. Jimena entbindet schließlich und begeht danach Selbstmord (Folge 12), um Susi den Platz frei zu machen. Allerdings ist Carlos inzwischen von einem Auto überfahren worden und wegen schwerer Kopfverletzungen nicht mehr derselbe. Zwischendurch lernt Susi den so vulgären wie konservativen David (Alfredo Casero, * 1962) kennen, allerdings gerät auch Sergio wieder in ihr Blickfeld, den sie am Ende der Serie schließlich doch noch heiratet.
Die mittlere Schwester Virgi (Griselda Siciliani, * 1978) ist notorisch arbeitslos und hat viele flüchtige Begegnungen mit Männern, ohne dass daraus eine feste Beziehung würde. Dann verliebt sie sich jedoch in Julio (Rafael Ferro, * 1965), den sie ihrer Halbschwester María Eugenia, der „Conchuda“, ausspannt. Zwischendurch verbringt sie eine Nacht mit dem in sie verliebten Néstor (Héctor Díaz) und wird schwanger. Nach einigem Hin und Her kommt sie am Ende aber wieder mit Julio zusammen.
Die jüngste Schwester Male (Celeste Cid, * 1984) ist angehende Schauspielerin, kommt aber über Komparsenjobs nicht hinaus. Male ist wie die „Conchuda“ nur eine Halbschwester von Susi und Virgi, mit denen sie dieselbe Mutter teilt, die am Anfang der Serie verstorbene Gloria (die „Conchuda“ ist dagegen nicht mit Male verwandt und teilt mit Susi und Virgi denselben Vater). Male erfährt erst im Verlauf der Serie davon, dass sie einen anderen Vater hat als gedacht, was ihre nicht nur sexuelle Orientierungslosigkeit verstärkt. Sie gesteht sich schließlich ein, dass sie lesbisch ist, und beginnt eine Beziehung mit Laura (Martina Gusmán, * 1978), die aber bald endet. Nach einigen weiteren Beziehungen kommt sie am Ende mit Emilia (Pilar Gamboa, * 1980) zusammen.
Der Onkel der Schwestern, Horacio (Hugo Arana, * 1943), der kurzfristig bei ihnen einzieht, hat ebenfalls Probleme mit seiner nie ausgelebten Homosexualität. Durch ihn erfahren die Schwestern mehr über ihre tote Mutter, außerdem hilft er Male beim Aufsuchen ihres Vaters, mit dem er einst befreundet war. Horacio stirbt im Verlauf der Telenovela an Leukämie.
Am Ende der 36 Folgen haben alle drei San-Juan-Schwestern nach mehreren beziehungstechnischen Wendungen einen Partner gefunden und sind eben nicht „geblieben, um die Heiligen zu bekleiden“ („para vestir santos“).

## Musical-Einlagen
Die Handlung wurde ab und zu durch Musical-Einlagen unterbrochen, z. B. mit einer Version des Klassikers „Quizás, quizás, quizás“. Nach der Schlussfolge am 22. Dezember 2010 widmete sich ein am 29. Dezember 2010 ausgestrahltes Special den verschiedenen Musikeinlagen.